# Route der Industriekultur – Gelsenkirchen
Gelsenkirchen – Stadt der tausend Feuer ist der Name der Themenroute 30 der Route der Industriekultur – ein Projekts des Regionalverbandes Ruhr (RVR), das als touristische Themenstraße Industriedenkmäler des Ruhrgebiets verbindet und 74 Standorte beinhaltet. Die Themenroute 30 – Route der Industriekultur – Gelsenkirchen – Stadt der tausend Feuer – wurde im Dezember 2021 veröffentlicht. Die Autoren sind der Historiker Michael Clarke, der Sozialwissenschaftler Harald Glaser und die Archivarin Claire Duwenhögger.
Ab den 1850er Jahren wandelte sich das ländliche, dünn besiedelte Gebiet in eine industriell geprägte Stadt mit vielen Arbeitersiedlungen. Ab den 1960er Jahren unterlagen die Stadt Gelsenkirchen und seine Bewohner einem Strukturwandel.

## Standorte der Themenroute
- Nordsternpark und Zeche Nordstern 1/2
- Pumpwerk Gelsenkirchen-Horst im Nordsternpark
- Mahnmale und Grabstätten auf dem Friedhof Horst-Süd
- Siedlung Klapheckenhof
- Zeche Wilhelmine Victoria
- Ehemaliger Schlacht- und Viehhof
- Schleuse Gelsenkirchen
- Stadthafen Gelsenkirchen
- Sutumer Brücke
- Zeche Graf Bismarck 1/4
- Glückauf-Kampfbahn
- Ehemaliges Verwaltungsgebäude Thyssen-Draht
- Vittinghoff-Siedlung
- Musiktheater im Revier
- Hans-Sachs-Haus
- Straßenbahnbetriebshof der BOGESTRA
- Wohn- und Geschäftshäuser des Backsteinexpressionismus
- Neue Synagoge Gelsenkirchen
- Hauptbahnhof Gelsenkirchen
- Geschäftshäuser der 1950er Jahre in der Bahnhofstraße
- WeKa-Karree
- Stadtgarten
- Schacht Oberschuir
- Revierpark Nienhausen
- Siedlung Am Eichenbusch/Hördeweg
- Villa Dahlbusch
- Volkshaus Rotthausen
- Ehemaliges Verwaltungsgebäude Gussstahlwerk
- Wissenschaftspark Gelsenkirchen
- Zeche Rheinelbe
- Künstlersiedlung Halfmannshof
- Halde Rheinelbe und Skulpturenwald
- Kray-Wanner-Bahn
- Zeche Holland 1/2
- Von-Wedelstaedt-Park
- Siedlung Flöz Dickebank
- Heilig-Kreuz-Kirche
- Neue Kolonie Alma und Angestelltenhäuser Torgauer Straße
- Kokerei Alma
- Erzbahnbrücke 9 – Pfeilerbrücke
- Erzbahnbrücke 10
- Ehemalige Handelsschule, Augustastraße
- Solarbunker Schalker Verein
- Torhäuser und Kriegerdenkmal des Schalker Vereins
- Siedlung Chattenstraße/Preußenstraße
- Zeche Consolidation 3/4/9
- Siedlung Erdbrüggenstraße/Kanalstraße
- Christuskirche
- Bleckkirche
- Bahnbetriebswerk Gelsenkirchen-Bismarck
- Hafen Grimberg
- Grimberger Sichel
- ZOOM Erlebniswelt
- Fleuthe-Brücke
- Siedlung Auguststraße und Forsthaus-Siedlung
- Schievenfeld-Siedlung
- Rathaus Buer
- Rathausplatz und Stadtforum Buer
- Genossenschaftssiedlung Droste-Hülshoff-Straße/Hermann-Löns-Straße
- Stadtwald
- Schloss Berge und Berger Anlagen
- Zeche Hugo
- Siedlung Schüngelberg
- Halde Rungenberg
- Hallenbad Buer
- Schauburg Filmpalast
- Siedlung Bergmannsglück und Beamtenhäuser Uhlenbrockstraße
- Siedlung Spinnstuhl
- Ehemalige Kokerei Hassel
- Zeche Westerholt
- Siedlung Hassel
- Ruhr Oel GmbH–BP Gelsenkirchen, Werk Scholven
- Kraftwerk Scholven
- Arbeitersiedlung Scholven und Beamtenhäuser Schwedenstraße